# Abu Zaid Umar Durda
Abu Zaid Umar Durda (arabisch أبو زيد عمر دوردة, DMG Abū Zaid ʿUmar Dūrda; * 4. April 1944 in Rhebat, Libyen; † 28. Februar 2022 in Kairo) war vom 7. Oktober 1990 bis zum 29. Januar 1994 Generalsekretär des Allgemeinen Volkskomitees in Libyen und somit Libyens Premierminister. Durda war Vorsitzender des General People’s Committee.
Später stand er der libyschen Organisation für äußere Sicherheit vor und wurde daher nach dem Ausbruch des libyschen Bürgerkriegs Anfang 2011 von Interpol gesucht.